# ウハウハ大放送 アニメストリート
ウハウハ大放送 アニメストリート（ウハウハだいほうそう アニメストリート）は、アール・エフ・ラジオ日本のアニラジ番組。

## 概要
「アニメストリート」のパーソナリティは2006年9月まで結城比呂と國府田マリ子、2007年9月までサイキックラバーと國府田マリ子、2008年3月まで國府田マリ子と牧野由依、その後は國府田マリ子と月替わりパーソナリティ、2010年9月までは國府田マリ子と佐久間信子がパーソナリティを務めていた。なお、2009年3月まではバーディタレントセンターの生徒も出演していた。放送時間90分の番組であったが、2009年4月以降は60分番組になった。
2007年3月まで第1部と第2部に分かれており、第1部が90分番組の「アニメストリート」で、第2部は30分番組の「水田竜子の歌って素晴らしい」であったが、翌4月から完全分離された。もともと「水田竜子の歌って素晴らしい」はアニメストリート内で放送されていたが、2006年10月から2007年3月まで分離されて第2部となっていた。この番組のパーソナリティは水田竜子。バーディ企画製作。2012年9月まではウハウハ大放送の直前の火曜25:00-25:30、2012年10月以降は火曜25：30-26：00で放送された。また、2010年9月までは短縮版が岐阜放送などでネット放送された。
2010年10月5日よりタイトルから「アニメストリート」が外れて「ウハウハ大放送」に変更され、パーソナリティが中野美智子（2011年9月まで）、松井幸助・伊藤亜希子（2011年10月 - 2012年9月）になるとともに内容もリニューアルされたが、この番組についても本項目で取り上げる。なお、2012年9月25日で「ウハウハ大放送」は終了し、2012年10月からは後番組である「まいとちえのウハステーション」（見目舞・畠中千恵）が放送されているが、放送時間は火曜26:00-26:30の30分番組に短縮されている（このほかにシアター130のみ秋田放送で日曜16：35-16：50、静岡放送で月曜24：30-24：45にそれぞれネット放送している（2013年1月現在））。

## 放送時間（2012年9月現在）
- ラジオ日本※キー局
  - 2005年4月 - 2007年3月: 毎週火曜日24:30-26:30
  - 2007年4月 - 2009年3月: 毎週火曜日25:00-26:30
  - 2009年4月 - 2012年9月: 毎週火曜日25:30-26:30
- 静岡放送
  - 毎週月曜日 24:30-24:45（シアター130のみネット放送）

## 過去のネット局
- FM愛媛 - 金曜 25:30-26:00（土曜 1:30-2:00）
- ラジオ関西
  - 2008年3月まで：日曜 25:30-26:00（第一部を短縮ネット放送、第二部はネット放送なし）
  - 2008年4月 - 2008年9月：木曜25:00-25:30（ただし、2008年4月3日は放送事故で1分遅れの放送。翌週は休止した。）
  - 2008年10月 - 2009年3月：土曜26:30-27:00
- 秋田放送 - 水曜 23:30-24:00（現在は「シアター130」のみネット放送している）
- 岐阜放送 - 月曜 22:30-23:00（2010年9月まで）
- 静岡放送 - 月曜 24:30-24:45（2009年4月6日から15分に短縮、2010年4月5日より放送時間変更、2010年3月までは月曜23：30-23：45 2010年6月14日はFIFAワールドカップ 日本対カメルーン戦中継のため、22:00-22:15に放送時間を変更　2010年9月まで放送、2010年10月から半年間「Little Nonのアキバラ！！」をネット放送していた）
- 岩手放送 - シアター130のみネット放送したことがある。

## 終了時（2012年9月）のコーナー・ミニ番組
- ウハ流懺悔室。水に流して下さい。
- 漢の肉体改造!!
- ありがとうの宅配便
- 地下帝国地上進出計画!!

この他に以下のミニ番組がある。

### シアター130
- ラジオ日本で放送されている30分のラジオドラマの番組。前身は「ニジドラ」。「130」は、元々コーナー開始当初に放送が始まった午前1時30分のことで、「いちさんまる」と読む。その後何回か放送時間の変更（例えば午前1時50分頃-）があり、2010年10月-2012年9月は午前1時35分頃から、2012年10月以降は午前2時3分頃からの放送になる。なお、この番組はアニメストリートの後番組の中でも放送されている。
- 前半15分はラジオドラマを放送し、後半15分はその出演者とアニメストリートのパーソナリティが一緒になってトークを繰り広げていた（現在はラジオドラマ本編のみ）。1話ひと月全4回で完結するが、その月により1話1回完結で放送されることもある。2006年4月からラジオドラマ部分が、ホームページ上でストリーミング配信されるようになった。また、予告編も収録風景の映像付きで観ることができる。
- 物語の多くは番組の性質を反映してか、不思議な力を持つ人物やアイテムが出てくるファンタジーが多い。
- 『ミラクルONAIR』、『スペースエクソシスト』、『リボン！レールウェイ』はCD化され、バーディ企画でネット販売された。

## 終了したコーナー
- SACHIEのLOVE LOVE LOVE Present - 2010年10月より放送開始、2011年6月ごろ終了。パーソナリティはSACHIE。
- 橋本亜美と稲富菜穂のCosmeticが止まらない - 2011年1月より放送開始、2011年6月頃終了。パーソナリティは橋本亜美・稲富菜穂。
- 理沙とたかみのおしゃれナビゲーション - 2011年春より放送開始。パーソナリティは東濱理沙・吉村たかみ。
- うなぎいちのや若旦那の暖簾にあぐらをかくな - 2011年5月より放送開始。パーソナリティは市野川昌也。

## 「アニメストリート」のコーナー

### 2010年9月時点のコーナー
- ふつおた
  - どのコーナーにも属さない「普通のお便り」を紹介するコーナー。
- いそきちさんコーナー
  - リスナーからの川柳・俳句や短歌を紹介するコーナー。なお、このコーナーは國府田マリ子のレインボービーム内の1コーナーとして引き継がれている。

### それ以前に終了したコーナー
- 逆回転寿司
  - テープを逆回転させて何と言っているかを当てるコーナー。
- なぞなぞ学園
  - なぞなぞを答えるコーナー。
- アニスト大学　深夜の課外授業
  - （ラジオ日本のみ）

## 過去のミニ番組
- 岩崎久美のおしゃれグルメガイド - 2010年秋より放送開始、2011年春終了。パーソナリティは岩崎久美・吉村たかみ。
- チャンスの神様 - 2009年4月より放送開始、2010年12月放送終了。パーソナリティは吉野悠我・石川真澄（ジャーナリストの石川真澄とは別人）。
- KYOKO Sound Laboratory Time - 2009年4月より放送開始、2010年9月放送終了。パーソナリティは木村恭子。
- のぶ♥まり - 2009年3月放送終了。
- のぶMy300%
- カンムリバン! - ひと月ごとにパーソナリティが交代する30分の番組。ラジオ日本で2006年9月まで放送されていた。まずバーディータレントセンターに所属する役者各自が番組を企画し、そのうち5組がラジオでの放送権をかけてホームページ上で争う。ホームページ上では3分の番組を4回配信し、聴かれた数上位2組がラジオ番組内での1回の対決でひと月間の放送権を得る。本放送ではアニメストリートのパーソナリティを従え番組を務めた。「カンムリバン!」とは冠番組のことで、選ばれた出演者の名前を番組名に冠して放送することから付けられた大枠の番組名である。
- 横見浩彦ラジオ鉄道